# Uschi Freitag
Uschi Freitag (Maastricht, 19 augustus 1989) is een Nederlands-Duitse schoonspringster uit Nederland.

## Levensloop
Freitag begon op jonge leeftijd met schoonspringen. Haar vader kwam uit Duitsland, waardoor zij aanvankelijk voor Duitsland uitkwam. Bij de junioren was ze verschillende keren Duits kampioen en deed mee aan verschillende internationale toernooien. In 2007 won ze tweemaal brons op het Wereldkampioenschap voor junioren: op de een- en op de driemeterplank. In 2009 werd Freitag voor de eerste keer Duits kampioen en herhaalde dat in de jaren daarna nog een aantal maal. Ook internationaal was er succes. Zo werd ze in 2012 derde Europese kampioenschappen bij het synchroonspringen. De schoonspringster slaagde er echter niet in zich te plaatsen voor de Olympische Spelen in Londen. Bij de Olympische kwalificatiewedstrijden werd ze derde, terwijl Duitsland slechts twee springers afvaardigde naar de Spelen. Daarnaast sloot haar vaste trainingslocatie in Aken de deuren. In reactie besloot Freitag voortaan voor Nederland, het land van haar moeder, uit te komen. 
In Nederland komt Freitag uit voor de Amsterdamse vereniging De Dolfijn. De schoonspringster slaagde erin zich voor de Olympische Spelen in Rio de Janeiro te plaatsen. Daar reikte ze tot de halve finale. In januari 2017 stopte Freitag met schoonspringen op professioneel niveau.
Freitag rondde nadat ze gestopt was een opleiding voor docent lichamelijke opvoeding af. In augustus 2019 vertrok ze naar Ierland waar ze als coach het schoonspringen op een hoger niveau moet brengen.

## Palmares
- 2006 EK voor Junioren - 5e driemeterplank
- 2006 EK voor Junioren - 9e synchroonspringen
- 2007 EK voor Junioren -  plaats driemeterplank,  plaats eenmeterplank, 5e synchroonspringen
- 2009 Duitse kampioenschappen -  driemeterplank,  eenmeterplank
- 2010 Duitse kampioenschappen -  driemeterplank,  eenmeterplank
- 2011 Duitse kampioenschappen -  driemeterplank,  eenmeterplank,  synchroonspringen
- 2011 Europese kampioenschappen -  synchroonspringen
- 2011 Wereldkampioenschappen - 4e plaats synchroonspringen
- 2012 Duitse kampioenschappen -  driemeterplank,  eenmeterplank
- 2012 Europese kampioenschappen -  driemeterplank,  synchroonspringen
- 2013 Nederlandse kampioenschappen -   driemeterplank  eenmeterplank
- 2014 Nederlandse kampioenschappen -  driemeterplank  synchroonspringen
- 2015 Nederlandse kampioenschappen -  driemeterplank  synchroonspringen
- 2016 Nederlandse kampioenschappen -  driemeterplank  eenmeterplank
- 2016 Europese kampioenschappen -  plaats driemeterplank